# GJ 440
GJ 440 – gwiazda położona w gwiazdozbiorze Muchy, w odległości ok. 15,1 lat świetlnych od Słońca, jedna z gwiazd bliskich Układowi Słonecznemu. Jasność wizualna tej gwiazdy to 11,5m, zatem nie jest widoczna gołym okiem. Jest to samotny biały karzeł, czwarty pod względem odległości od Słońca, po Syriuszu B i Procjonie B w układach podwójnych, oraz samotnej Gwieździe van Maanena.

## Właściwości fizyczne
Gwiazda GJ 440 jest białym karłem, należy do typu widmowego DQ6. Ma masę 0,75 masy Słońca i jasność ok. 0,0005 jasności Słońca. Gwiazda powstała po odrzuceniu otoczki przez umierającego olbrzyma; jego odsłonięte jądro stało się białym karłem i powoli stygnie od 1,4 miliarda lat.